# Bóng đá ở Tuvalu
Bóng đá là môn thể thao phổ biến nhất ở Tuvalu. Bóng đá Tuvalu được quản lý bởi Hiệp hội bóng đá quốc gia Tuvalu (TNFA). TNFA trở thành thành viên của Liên đoàn bóng đá châu Đại Dương (OFC) ngày 15 tháng 11 năm 2006. TNFA đã có ý định trở thành thành viên của FIFA từ năm 1987.
Lịch sử được tạo ra vào năm 2007 khi Tuvalu trở thành thành viên không FIFA đầu tiên tham gia vào một trận đấu vòng loại chính thức Cúp bóng đá thế giới. Tình hình phát sinh khi cơ quan quản lý khu vực sử dụng Đại hội Thể thao Nam Thái Bình Dương 2007, làm giai đoạn đầu tiên của giải đấu vòng loại cho Giải vô địch bóng đá thế giới 2010 và giải đấu vòng loại cho Cúp bóng đá châu Đại Dương 2008. Tuvalu có màn trình diễn đáng khen ngợi, với trận hòa 1–1 trước Tahiti nơi Viliamu Sekifu trở thành cầu thủ đầu tiên trong lịch sử quốc gia ghi bàn tại Giải vô địch bóng đá thế giới. Ba trận còn lại đều thất bại và Tuvalu không thể đi tiếp từ bảng đấu có 5 đội đó.
Vào tháng 9 năm 2008, Thủ tướng Tuvalu Apisai Ielemia và chủ tịch Hiệp hội bóng đá Tuvalu, Tapugao Falefou, ghé thăm trụ sở chính của FIFA ở Zurich, với hi vọng sẽ trở thành thành viên chính thức của tổ chức này. Tuy nhiên, việc thiếu cơ sở vật chất ở Tuvalu là một chướng ngại lớn trên con đường là thành viên của FIFA. Tuvalu không có sân vận động, sân tập hay khách sạn cho các đội khách và khán giả.
Trong những năm gần đây TNFA nhận được sự hỗ trợ từ Hà Lan. Năm 2011, Foppe de Haan là huấn luyện viên trưởng của Tuvalu. Ngày 1 tháng 5 năm 2012 Stevan de Geijter được bổ nhiệm làm giám đốc Trung tâm Đào tạo cầu thủ trẻ ở TNFA.
Đội tuyển bóng đá quốc gia Tuvalu và các hoạt động của tổ chức Dutch Support Tuvalu là tiêu điểm của Mission Tuvalu (Missie Tuvalu) (nhiệm vụ Tuvalu) (2013), một bộ phim tài liệu của đạo diễn Jeroen van den Kroonenberg.
Năm 2014, lần đầu tiên trong lịch sử Cầu thủ của năm Tuvalu được chọn. Người có vinh dự đó là Sepetaio Willie.

## Giải đấu quốc gia
- A-Division
- B-Division
- Cúp Độc lập
- Cúp NBT
- Đại hội thể thao Tuvalu
- Cúp Giáng sinh

## Đội tuyển quốc gia

### Đội tuyển nam
Đội tuyển bóng đá quốc gia Tuvalu được dẫn dắt bởi Foppe de Haan tại Đại hội thể thao Thái Bình Dương 2011. De Haan, người trước đây là huấn luyện viên của SC Heerenveen, Ajax Cape Town và Đội tuyển U-21 Hà Lan, bắt đầu nhiệm kỳ của mình với trận thắng 3–0 Samoa,  chiến thắng lớn thứ hai của Tuvalu. Tại trận đấu khởi động cho Đại hội thể thao Thái Bình Dương 2011, Alopua Petoa ghi tất cả ba bàn thắng.
Trận đấu thứ hai của De Haan chứng kiến chiến thắng kỉ lục 4–0 trước Samoa thuộc Mỹ trong trận đấu đầu tiên tại Đại hội thể thao Thái Bình Dương 2011, with a hat-trick from 19-year-old Alopua Petoa. Trận đấu thứ ba không thành công, với thất bại 5–1 trước Vanuatu. Sau khi thất bại 8–0 trước Nouvelle-Calédonie, và 6–1 trước Quần đảo Solomon,, đội bóng Tuvalu có trận hòa với Guam 1–1. Chung cuộc đội Tuvalu bằng điểm với Guam ở Bảng A với 4 điểm. Đây là thành tích tốt nhất của Tuvalu ở một giải đấu quốc tế.

### Đội tuyển U-20
Đội tuyển U-20 Tuvalu được kiểm soát bởi bóng đá Tuvalu và đại diện Tuvalu ở các giải đấu U-20 hoặc bóng đá trẻ quốc tế.

### Đội tuyển U-17
Tháng Tám 2012, đội tuyển thi đấu lần đầu tiên trong một giải đấu. Họ tham gia Cúp NBT cho đội B. Trận đầu tiên đội tuyển thắng Ha'apai United B với tỉ số 3–0. Nhưng họ thua trận thứ hai 6–0 trước TMTI và trận thứ ba 5–0 trưics Lofeagai Boys. Malesi của Lofeagai ghi tất cả năm bàn.

### Các đội tuyển quốc gia khác
Ngoài các đội tuyển trên còn có sự tham gia của đội tuyển quốc gia nữ, và đội tuyển bóng đá trong nhà quốc gia.

## Câu lạc bộ A-Division
Các đội bóng sau thi đấu ở mùa giải 2013:
- Nauti FC
- FC Tofaga
- Ha'apai United
- FC Manu Laeva
- Lakena United
- Tamanuku

Nui và FC Niutao  tham gia mùa giải 2012.

## Bóng đá tại Đại hội thể thao Tuvalu
Bóng đá là một sự kiện phổ biến tại Đại hội thể thao Tuvalu, là một giải đấu được tổ chức bởi Hiệp hội bóng đá quốc gia Tuvalu (TNFA). Nó cũng có tên gọi là Cúp Tuvalu.

### Lịch sử
Giải đấu khởi tranh từ mùa giải 2008. Đội vô địch đầu tiên là FC Manu Laeva.
Đội vô địch mùa giải 2013 là FC Tofaga; khi giành chiến thắng trong trận chung kết trước Nauti với tỉ số 1–0, và Etimoni Timuani ghi bàn thắng duy nhất.

### Giải bóng đá nam

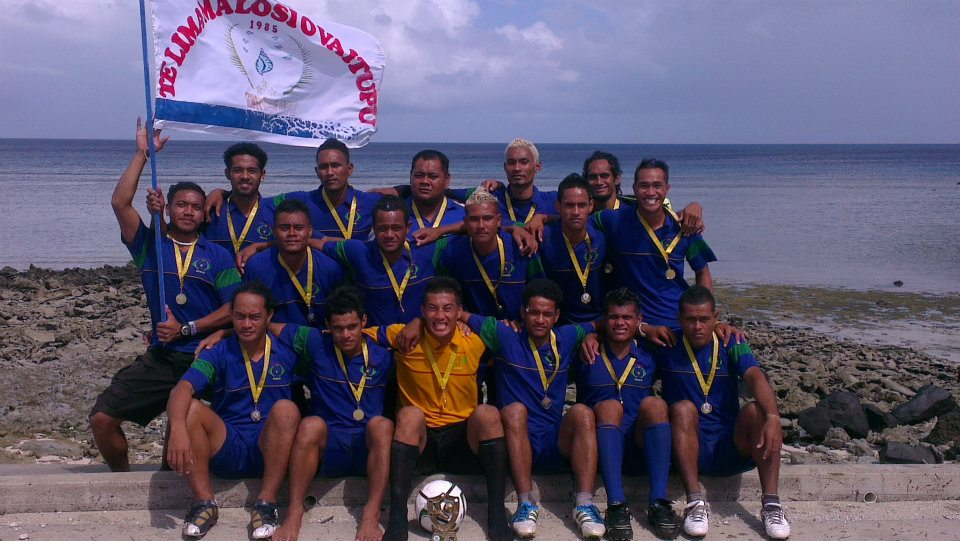
Tofaga A vô địch tại Đại hội thể thao Tuvalu 2012

#### Kết quả
| Mùa giải | Vô địch       | Á quân         | Tỉ số |
| -------- | ------------- | -------------- | ----- |
| 2008     | FC Manu Laeva | Lakena United  | 1–0   |
| 2009     | FC Manu Laeva | FC Tofaga      | 3–1   |
| 2010     | FC Tofaga     | Nauti FC       | 2–1   |
| 2011     | FC Manu Laeva | FC Tofaga      | 3–1   |
| 2012     | FC Tofaga     | Tamanuku       | 2–1   |
| 2013     | FC Tofaga     | Nauti FC       | 1–0   |
| 2014     | FC Manu Laeva | Ha'apai United | 2–0   |

#### Số danh hiệu
|   | Câu lạc bộ    | Số lần vô địch | Năm vô địch            |
| - | ------------- | -------------- | ---------------------- |
| 1 | FC Manu Laeva | 4              | 2008, 2009, 2011, 2014 |
| 2 | FC Tofaga     | 3              | 2010, 2012, 2013       |

### Giải bóng đá nữ

#### Kết quả
| Mùa giải | Vô địch  | Á quân | Tỉ số     |
| -------- | -------- | ------ | --------- |
| 2010     | Tamanuku | Tofaga | 1–0       |
| 2011     | Tamanuku | Tofaga | 1–0       |
| 2012     | Tamanuku | Nauti  | 1–1 (3–1) |
| 2013     | Nauti    | Nui    | 0–0 (3–2) |
| 2014     | Nui      | Niutao | 1–0       |

#### Số danh hiệu
|   | Câu lạc bộ | Số lần vô địch | Năm vô địch      |
| - | ---------- | -------------- | ---------------- |
| 1 | Tamanuku   | 3              | 2010, 2011, 2012 |
| 1 | Nauti      | 1              | 2013             |
| 1 | Nui        | 1              | 2014             |

### Giải bóng đá nam cho đội B

#### Kết quả
| Mùa giải | Vô địch         | Á quân          | Tỉ số |
| -------- | --------------- | --------------- | ----- |
| 2012     | Lakena United B | Manu Laeva B    | 2–0   |
| 2013     | Tofaga B        | Lakena United B | 1–0   |
| 2014     | Nauti B         | Tofaga B        | 1–0   |

#### Số danh hiệu của đội B
|   | Câu lạc bộ      | Số lần vô địch | Năm vô địch |
| - | --------------- | -------------- | ----------- |
| 1 | Lakena United B | 1              | 2012        |
| 1 | Tofaga B        | 1              | 2013        |
| 1 | Nauti B         | 1              | 2014        |